# Diritti LGBT in Tagikistan
Le persone LGBT non sono perseguitate nel paese ma non godono di alcuna tutela contro la discriminazione.
Le coppie formate da persone dello stesso sesso non dispongono di alcun riconoscimento legale.

## Leggi relative all'omosessualità
Sia l'omosessualità maschile che quella femminile sono legali in Tagikistan dal 1998.
L'età del consenso è 16 dal 1998.

## Riconoscimento delle relazioni tra persone dello stesso sesso
Il Tagikistan non riconosce alcun tipo di unione tra persone dello stesso sesso.

## Condizioni di vita
Anche se la legge non proibisce l'omosessualità, la situazione attuale nel paese non è favorevole per le persone LGBT. Ciò è dovuto principalmente alla religione e alle credenze locali. Le molestie alle persone LGBT da parte della polizia e della gente comune sono diffuse all'interno del paese.
Nel 2017 le autorità hanno stilato un "elenco ufficiale" di cittadini LGBT in seguito a due operazioni statali denominate "Morale" e "Purge".

## Tabella riassuntiva
| Depenalizzazione dell'omosessualità                                                                           | (dal 1998) |
| Uguale età del consenso rispetto agli eterosessuali                                                           | (dal 1998) |
| Divieto di discriminazione nel posto di lavoro                                                                | No         |
| Divieto di discriminazione nella fornitura di beni e servizi                                                  | No         |
| Leggi anti-discriminazione in tutti gli altri settori (inclusa discriminazione diretta ed espressioni d'odio) | No         |
| Matrimonio egualitario                                                                                        | No         |
| Unione civile                                                                                                 | No         |
| Step-child adoption                                                                                           | No         |
| Adozione congiunta per le coppie dello stesso sesso                                                           | No         |
| Diritto per le persone LGBT di poter servire nelle forze armate                                               |            |
| Diritto di cambiare genere legale                                                                             | Yes        |
| Maternità surrogata per le coppie omosessuali                                                                 | No         |
| Accesso alla fecondazione in vitro per le lesbiche                                                            | No         |
| Permesso di donare il sangue                                                                                  | No         |